# Whiskas
Whiskas es una marca de alimentación para gatos de presencia mundial y filial del grupo estadounidense Mars Incorporated.
Los productos de Whiskas se fabrican en Melton Mowbray, Inglaterra, pero también en otros lugares del mundo, como en Francia.La marca se creó en 1936 con el nombre Kal Kan, que se cambió por el actual, Whiskas, en 1988 con el fin de su comercialización en el extranjero.
La inspiración:
Whiskas fue creado en 1958 a la respuesta a un alimento balanceado y específico para gatos domésticos como se alimentaban con sobras la marca decidió hacer una versión más nutritiva basados en estudios de comportamiento se dice que el nombre Whiskas es de término ingles wheskers que significa bigotes por las características representativas de estos animales